# Montépilloy
Montépilloy és un municipi francès, situat al departament de l'Oise i a la regió dels Alts de França. L'any 2007 tenia 159 habitants.

## Història
En 1429 tingué lloc la batalla de Montépilloy

## Demografia

### Població
El 2007 la població de fet de Montépilloy era de 159 persones. Hi havia 56 famílies de les quals 8 eren unipersonals (8 homes vivint sols), 20 parelles sense fills i 28 parelles amb fills.
La població ha evolucionat segons el següent gràfic:
Habitants censats

### Habitatges
El 2007 hi havia 63 habitatges, 56 eren l'habitatge principal de la família, 1 era una segona residència i 6 estaven desocupats. Tots els 62 habitatges eren cases. Dels 56 habitatges principals, 49 estaven ocupats pels seus propietaris, 4 estaven llogats i ocupats pels llogaters i 3 estaven cedits a títol gratuït; 1 tenia una cambra, 6 en tenien tres, 12 en tenien quatre i 37 en tenien cinc o més. 44 habitatges disposaven pel capbaix d'una plaça de pàrquing. A 20 habitatges hi havia un automòbil i a 32 n'hi havia dos o més.

### Piràmide de població
La piràmide de població per edats i sexe el 2009 era:
| Homes | Edats   | Dones |
| ----- | ------- | ----- |
| 0     | 95 o +  | 0     |
| 0     | 90 a 94 | 0     |
| 0     | 85 a 89 | 0     |
| 4     | 80 a 84 | 0     |
| 4     | 75 a 79 | 0     |
| 0     | 70 a 74 | 4     |
| 0     | 65 a 69 | 0     |
| 4     | 60 a 64 | 4     |
| 4     | 55 a 59 | 0     |
| 4     | 50 a 54 | 4     |
| 0     | 45 a 49 | 0     |
| 4     | 40 a 44 | 8     |
| 16    | 35 a 39 | 0     |
| 12    | 30 a 34 | 16    |
| 8     | 25 a 29 | 12    |
| 0     | 20 a 24 | 0     |
| 4     | 15 a 19 | 5     |
| 4     | 10 a 14 | 8     |
| 16    | 5 a 9   | 0     |
| 8     | 0 a 4   | 8     |

## Economia
El 2007 la població en edat de treballar era de 102 persones, 79 eren actives i 23 eren inactives. De les 79 persones actives 76 estaven ocupades (44 homes i 32 dones) i 3 estaven aturades (2 homes i 1 dona). De les 23 persones inactives 3 estaven jubilades, 8 estaven estudiant i 12 estaven classificades com a «altres inactius».

### Ingressos
El 2009 a Montépilloy hi havia 57 unitats fiscals que integraven 167 persones, la mediana anual d'ingressos fiscals per persona era de 32.193 €.

### Activitats econòmiques
Dels 6 establiments que hi havia el 2007, 1 era d'una empresa de fabricació d'altres productes industrials, 1 d'una empresa de comerç i reparació d'automòbils, 1 d'una empresa financera, 1 d'una empresa immobiliària i 2 d'empreses de serveis.
L'any 2000 a Montépilloy hi havia 6 explotacions agrícoles que ocupaven un total de 576 hectàrees.

## Equipaments sanitaris i escolars
El 2009 hi havia una escola elemental integrada dins d'un grup escolar amb les comunes properes formant una escola dispersa.

## Poblacions més properes
El següent diagrama mostra les poblacions més properes.